# Estradas em Akron, Ohio
As rodovias de Akron, Ohio incluem duas rodovias interestaduais principais, um ramal interestadual, duas rotas do estado de Ohio e uma rodovia dos EUA.

## Autoestradas
Akron possui duas principais rodovias interestaduais que cortam a cidade. Ao contrário de outras cidades comuns, a bissecção não ocorre no Distrito Central de Negócios, nem as rodovias interestaduais passam pelo centro da cidade, em vez disso, o Akron Innerbelt e, em muito menos extensão, a Ohio State Highway 8 atendem a essas funções.
- A Interestadual 77 conecta Marietta, Ohio a Cleveland, Ohio . Possui 15 intercâmbio, quatro dos quais permitem movimentos de rodovia para rodovia. Ela vai do norte – sul na parte sul da cidade à sua concorrência com Interstate 76 (leste), onde ela toma um rumo oeste e após a concorrência toma um rumo noroeste. A seção consignada está altamente congestionada e sob revisão pelo Departamento de Transporte de Ohio.
- A Interestadual 76 conecta Medina, Ohio a Youngstown, Ohio e arredores. Ela vai de leste – oeste e possui 18 intercâmbios quatro dos quais são auto-estrada para freeway. A East Leg foi reconstruída na década de 1990 para apresentar 6 faixas e faixas de fusão mais longas. A concorrência com a Interestadual 77 é de oito pistas, com espaçamento de intercâmbio extremamente próximo, altas taxas de acidentes e congestionamento pesado. A Kenmore Leg é uma perna de quatro pistas que tem um pouco menos de duas milhas (3 km) de comprimento e se conecta à I-277.
- A Interestadual 277 é um – oeste que forma com a US 224 após a I-76 se dividir ao norte para formar a perna de Kenmore. É seis pistas e consignado com US 224.
- O Akron Innerbelt é uma faixa de seis pistas, 1.78 mi (2.86 km) surgem da concorrência I-76 / I-77 e atendem ao núcleo urbano da cidade. Suas rampas são direcionais a partir das rodovias interestaduais, portanto, ela atende apenas aos motoristas do lado oeste. A ODOT está considerando alterar esse design para atrair mais tráfego para a rota. A rodovia termina abruptamente perto do limite norte do centro da cidade, onde se torna a Martin Luther King Jr. Boulevard. A autoestrada em si é oficialmente conhecida como "Autoestrada Memorial Martin Luther King Jr.". A rodovia foi originalmente projetada para conectar-se diretamente à Rota 8, mas os planos foram feitos em meados dos anos 70 devido a problemas financeiros. Grupos de defesa como o Akron Innerbelt Integration Initiative  promoveram a ideia de terminar a rodovia, um contraste com a administração da cidade que gostaria que ela fosse destruída e reconstruída. Nenhum anúncio sobre seu futuro foi feito.
- A Rota 8, a rodovia estadual original, é uma rota de acesso limitado que conecta os subúrbios ao norte de Akron com as rodovias interestaduais. Quando a I-77 se move para o oeste com a I-76, a Rota 8 começa. A segunda autoestrada a ser concluída em Akron, passou por uma grande reforma em 2003 com novas rampas e estradas de acesso. Em 2007, o ODOT começará a limitar o acesso na Rota 8 da Rota 303 à I-271, fornecendo uma alternativa de alta velocidade para Cleveland.